# جيمس فرازير براينت
جيمس فرازير براينت هو قاضي وسياسي كندي، ولد في 19 مايو 1877، وتوفي في 18 سبتمبر 1945. حزبياً، نشط في حزب ساسكاتشوان المحافظ التقدمي. وقد انتخب عضو المجلس التشريعي من ساسكاتشوان.